# Peace B. Remixes
Peace B. Remixes é o primeiro álbum de remixes lançado pela cantora sul-coreana BoA. Foi lançado no Japão em 7 de agosto de 2002, através da Avex Trax.

## Lista de faixas
| N.º            | Título                                                                             | Compositor(es)                                   | Duração |  |
| 1.             | "Listen to My Heart" (Akira's Un Moment Remix)                                     | Natsumi Watanabe Kazuhiro Hara                   | 3:30    |  |
| 2.             | "Amazing Kiss" (Thunderpuss Japanese Club Mix)                                     | Bounceback                                       | 3:27    |  |
| 3.             | "Every Heart" (ミンナノキモチ) (Groove That Soul Remix)                            | Watanabe Bounceback                              | 5:32    |  |
| 4.             | "Power" (Masters of Funk Remix)                                                    | Maki Mihara Ken Harada                           | 4:21    |  |
| 5.             | "ID; Peace B" (Shinichi Osawa Remix)                                               | Yoo Young Jin Mai Matsumuro                      | 4:27    |  |
| 6.             | "Share Your Heart (With Me)" (Dub's Lovers Rock Remix)                             | Yuko Ebine Tetsuya Muramatsu                     | 5:50    |  |
| 7.             | "Don't Start Now" (Two Main Guys Mix)                                              | Young Jin Yuko Ebine Peter Rafeison Jeff Vincent | 4:11    |  |
| 8.             | "Kimochi wa Tsutawaru" (気持ちはつたわる) (L12 Remix) (com part. de Rude Boy Face) | Shin Youn Ah Bounceback                          | 3:48    |  |
| 9.             | "Amazing Kiss" (Tiny Voice, Production Remix)                                      | Bounceback                                       | 4:42    |  |
| 10.            | "Listen to My Heart" (Hex Hector Japanese Remix)                                   | Watanabe Hara                                    | 7:43    |  |
| Duração total: | Duração total:                                                                     | Duração total:                                   | 43:31   |  |